# Altukhov
Altukhov (en rus: Алтухов) és un poble (un khútor) del krai de Stàvropol, a Rússia, que en el cens del 2010 tenia 806 habitants. Pertany al districte rural de Blagodarni.